# Ізабелла Голланд
Ізабелла Голланд (англ. Isabella Holland; нар. 2 січня 1992) — колишня австралійська тенісистка.
Найвищу одиночну позицію світового рейтингу — 179 місце досягла 5 грудня 2011, парну — 277 місце — 27 лютого 2012 року.
Здобула 2 одиночні та 3 парні титули.

## Фінали ITF

### Одиночний розряд: 6 (2–4)
| Легенда          |
| ---------------- |
| турніри $100,000 |
| турніри $75,000  |
| турніри $50,000  |
| турніри $25,000  |
| турніри $15,000  |
| турніри $10,000  |

| Результат | W–L | Дата     | Турнір                       | Рівень | Покриття | Суперниця        | Рахунок             |
| --------- | --- | -------- | ---------------------------- | ------ | -------- | ---------------- | ------------------- |
| Поразка   | 0–1 | Вер 2008 | ITF Кавана-Вотерс, Австралія | 25,000 | Тверде   | Ярміла Вулф      | 5–7, 4–6            |
| Поразка   | 0–2 | Лис 2010 | ITF Калгурлі, Австралія      | 25,000 | Тверде   | Юлія Глушко      | 1–6, 2–6            |
| Перемога  | 1–2 | Кві 2011 | ITF Карші, Узбекистан        | 25,000 | Тверде   | Тетяна Ареф'єва  | 7–5, 6–4            |
| Поразка   | 1–3 | Вер 2011 | ITF Аліс-Спрингс, Австралія  | 25,000 | Тверде   | Олівія Роговська | 5–7, 5–7            |
| Поразка   | 1–4 | Гру 2011 | ITF Bendigo, Австралія       | 25,000 | Тверде   | Кейсі Деллаква   | 2–6, 2–6            |
| Перемога  | 2–4 | Вер 2013 | ITF Тувумба, Австралія       | 15,000 | Тверде   | Зузана Злохова   | 2–6, 7–6(10–8), 6–3 |

### Парний розряд: 8 (3–5)
| Легенда          |
| ---------------- |
| турніри $100,000 |
| турніри $75,000  |
| турніри $50,000  |
| турніри $25,000  |
| турніри $15,000  |
| турніри $10,000  |

| Результат | Ранг | Дата              | Турнір                                  | Покриття | Партнерка   | Суперниці                       | Рахунок               |
| --------- | ---- | ----------------- | --------------------------------------- | -------- | ----------- | ------------------------------- | --------------------- |
| Поразка   | 1.   | 27 квітня 2009    | Бандаберг, Австралія                    | Ґрунт    | Саллі Пірс  | Макі Арай Ніколь Рінер          | 6–1, 4–6, [9–11]      |
| Перемога  | 1.   | 21 вересня 2009   | Дарвін, Австралія                       | Тверде   | Саллі Пірс  | Аленка Губачек Джессі Ромп'єс   | 6–4, 3–6, [10–4]      |
| Поразка   | 2.   | 16 листопада 2009 | Есперанс (Західна Австралія), Австралія | Тверде   | Саллі Пірс  | Шеннон Голдс Олівія Роговська   | 1–6, 1–6              |
| Поразка   | 3.   | 26 квітня 2010    | Іпсвіч (Квінсленд), Австралія           | Ґрунт    | Саллі Пірс  | Мое Каватоко Мікі Міямура       | 4–6, 6–4, 5–7         |
| Поразка   | 4.   | 25 квітня 2011    | Карші, Узбекистан                       | Тверде   | Наомі Броді | Тетяна Ареф'єва Євгенія Пашкова | 7–6(7–1), 5–7, [7–10] |
| Перемога  | 2.   | 24 жовтня 2011    | Порт-Пірі, Австралія                    | Тверде   | Саллі Пірс  | Монік Адамчак Бояна Бобушич     | w/o                   |
| Поразка   | 5.   | 31 жовтня 2011    | Маунт-Гамбір, Австралія                 | Тверде   | Саллі Пірс  | Стефані Бенгсон Тайра Келдервуд | w/o                   |
| Перемога  | 3.   | 16 вересня 2013   | Кернс, Австралія                        | Тверде   | Саллі Пірс  | Мію Като Юріна Косіро           | 7–6(9–7), 4–6, [10–7] |